# 李正一
李正一（1929年—），女，祖籍山东莱阳，生于辽宁丹东，中国舞蹈教育家，北京舞蹈学院原院长，中国舞蹈教学会原会长，中国舞蹈家协会原副主席。